# Mary Elizabeth Turner Salter
Pour les articles homonymes, voir Turner et Salter.
Mary Elizabeth Turner Salter, née le 15 mars 1856 et morte le 12 septembre 1938, est une soprano et compositrice américaine.

## Biographie
Mary Elizabeth Turner Salter naît à Peoria, Illinois, fille de John et Mary E. Hinds Turner. Turner est diplômée de la Burlington High School, Burlington, Iowa, et du Boston College of Music. Elle travaille ensuite comme professeur de chant au Wellesley College et chante dans les églises. En 1881, elle  épouse Sumner Salter. Elle meurt à Orangeburg, New York. Elle est l'une des fondatrices de la Société Américaine de Femmes Compositeurs.

## Œuvres
Turner a composé trente chansons.
- The Cry of Rachel
- Song of April
- A Der Schmetterling (Tiré de Three German Songs) (Texte : Heinrich Heine)
- Love's Eptiome
- Foreign lands (texte : Robert Louis Stevenson)
- Life (tiré de Five songs) (Text : Paul Laurence Dunbar)
- The High Song (texte : Humbert Wolfe)
- Wandrers Nachtlied (texte : Johann Wolfgang von Goethe)[4]